# Сивук Віталій Олегович
Віта́лій Оле́гович Сивук (1 січня 1992, Миколаїв) — шведський (раніше український) шахіст, гросмейстер (2014).
Його рейтинг станом на червень 2023 року — 2441 (1257-ме місце у світі, 22-ге у Швеції).

## Досягнення
2008
- Чемпіонат України серед юніорів до 16 років — 3 місце;
- Чемпіонат Європи з бліцу серед юніорів до 16 років (Чорногорія) — 2 місце;
- Чемпіонат України серед юніорів до 18 років — 2 місце;

 2009
- Чемпіонат України серед юніорів до 18 років — 1 місце;

 2010
- Чемпіонат України серед юніорів до 20 років — 2 місце;
- Меморіал Ю. Геллера (Одеса)  — 2 місце;

 2011
- Міжнародний турнір, що проходив в Кракові[2]  — 1 місце;
- IV меморіал академіка В. Амітана (Донецьк)[3] — 1 місце;
- Шаховий турнір «Liberec Open» — 1 місце;

 2014
- 25-й меморіал Йозефа Кочана (Кошалін)[4];

 2015
- Півфінал чемпіонату України з шахів (Львів)[5] — 2 місце;
- Чемпіонат України з бліцу (Львів)[6] — 3 місце;

 2019
- Меморіал Чигоріна (Санкт-Петербург)  — 1 місце[7];

## Результати виступів у чемпіонатах України
| Рік  | Місто    | Турнір                 | + | − | = | Результат | Місце |
| ---- | -------- | ---------------------- | - | - | - | --------- | ----- |
| 2010 | Алушта   | 79-й чемпіонат України | 4 | 1 | 4 | 6 з 9     | 7     |
| 2015 | Львів    | 84-й чемпіонат України | 2 | 1 | 8 | 6 з 11    | 4     |
| 2020 | Омельник | 89-й чемпіонат України | 3 | 3 | 3 | 4½ з 9    | 18    |